# Buk na Čihadle
Buk na Čihadle je památný strom u obce Osek severně od Rokycan v okrese Rokycany v Plzeňském kraji. Buk lesní (Fagus sylvatica) roste v lese Čihadlo severovýchodně od obce v nadmořské výšce 500 m. Obvod jeho kmene měří 510 cm a koruna stromu dosahuje do výšky 22 m (měření 1994). Buk je chráněn od roku 1995 pro svůj vzrůst a věk.